# Huisvrouw

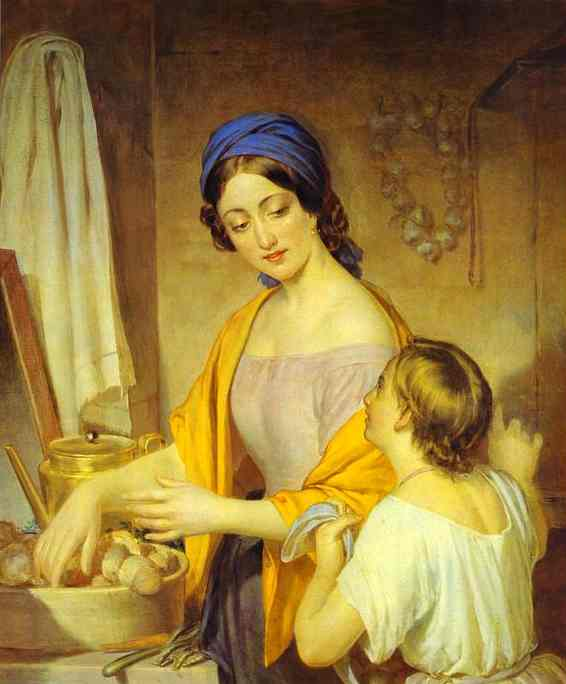
Jonge huisvrouw, door Alexey Tyranov (1801-1859), olieverf op doek, Russisch Museum, St. Petersburg, Rusland.

Huisvrouw in de moderne betekenis is een vrouw die het huishouden doet, al dan niet met de zorg voor kinderen en bijbehorende emotionele arbeid. Een man in die positie wordt wel huisman genoemd. 

## Huisvrouw, vroeger en nu
"Huisvrouw" was in de 17e en 18e eeuw de aanduiding van gehuwde vrouw, echtgenote. De term gaf meer haar status aan dan haar bezigheden. Die hingen af van de maatschappelijke positie van het gezin. In welgestelde milieus gaf de huisvrouw leiding aan het huispersoneel dat de huishouding uitvoerde. Ze stelde het menu samen,  gaf opdracht voor de inkopen en rekende daarna alle uitgaven na. In minder welgestelde kringen voerde de huisvrouw de werkzaamheden in huis deels of geheel zelf uit.
Het merendeel van de bevolking vond in die eeuwen haar bestaan op het platteland in landbouw en veeteelt. De huisvrouw van de boer had als boerin ook een taak in het bedrijf van haar man, waardoor ze in de moderne betekenis niet als huisvrouw kan worden beschouwd. In de arbeidersgezinnen, die vanaf de Industriële revolutie de fabrieken draaiend hielden, moesten mannen, vrouwen en kinderen in lange werkdagen een karige kost verdienen. Voor goede voeding, hygiëne en opvoeding van de kinderen was er geen tijd en geen geld. Pas in de 20e eeuw kon een beter geschoolde en betaalde mannelijke arbeidersbevolking het zich veroorloven zijn vrouw thuis te houden om een goede huishouding te voeren. 

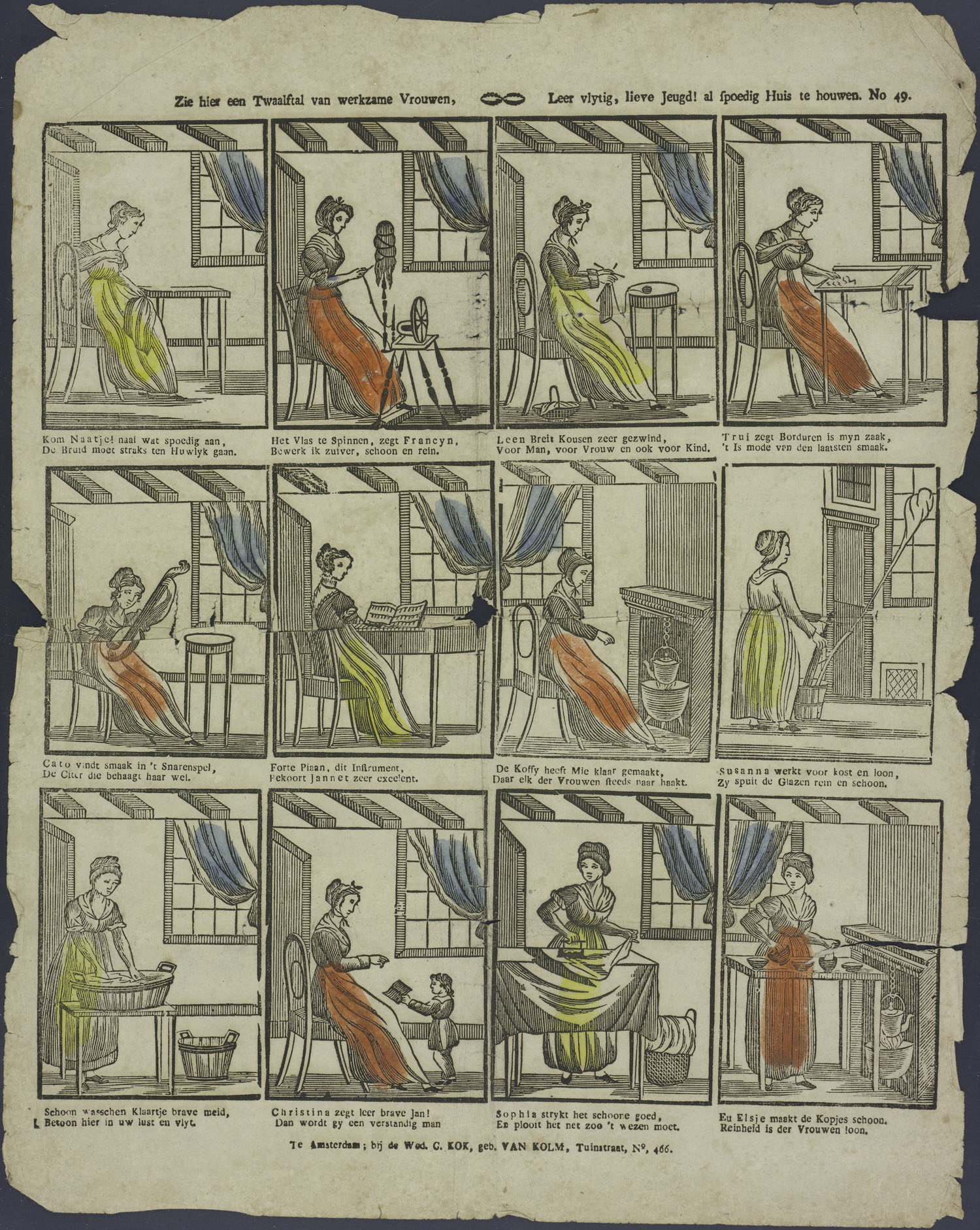
Bezigheden van de vrouw volgens een centsprent (ca. 1845): naaien, spinnen, breien, borduren, citer spelen, forte piano spelen, koffie zetten, glazen wassen, kleding wassen, onderwijzen, strijken, afwassen.

Een huisvrouw leerde van haar moeder of in een "dienstje" (een dienstbetrekking bij een "mevrouw"), hoe alle huishoudklusjes goed en snel uit te voeren. Daarbij kwam de huishoudschool, waar ook de toekomstige mevrouwen een vormingsjaar kregen om leiding te kunnen geven aan de huishouding.
De traditionele rolverdeling verdween vanaf de jaren zestig van de twintigste eeuw geleidelijk. In Noordwest-Europa aan het begin van de eenentwintigste eeuw zijn de taken binnen het huishouden niet meer standaard ingedeeld. Van mannen wordt meestal verwacht, dat zij ook taken in het huishouden en kinderverzorging op zich nemen.
Door technische ontwikkelingen zoals de wasmachine en de stofzuiger, werd het huishouden in rijke landen in de loop der jaren aanmerkelijk minder arbeidsintensief. Andere voorbeelden van zaken die het huishouden minder intensief maken zijn bijvoorbeeld voorgesneden groenten, kreukvrije kleding die niet gestreken hoeft te worden en koelkast en diepvries die inkopen op voorraad mogelijk maken. Mede daardoor kunnen huisvrouwen vaker op de arbeidsmarkt actief zijn.
In Nederland en België hebben rijke gezinnen waar beide partners werken hebben veelal een werkster of huishoudelijke hulp die betaald wordt voor het schoonmaken van het huis.
Voor klusjes in en rondom huis zorgt de huisvrouw ervoor dat de juiste persoon wordt ingehuurd, zoals een loodgieter, klusjesman, hovenier, huishoudelijke hulp en verpleger van een ziek familielid. Extra inkomen dat verdiend wordt door een huisvrouw die (deels) betaald gaat werken, kan dan gebruikt worden voor het uitbesteden van deze taken. De relatieve baten van het extra inkomen moeten dan afgewogen worden tegen de extra kosten die gemaakt worden om het huishouden deels uit te besteden.

## Zonder beroep
De huisvrouw wordt in het bevolkingsregister aangeduid als iemand "zonder beroep". De parttime werkende huisvrouw heeft in dat register het beroep dat zij in deeltijd uitoefent. De huisvrouw wordt niet tot de actieve beroepsbevolking gerekend aangezien zij geen betaalde arbeid verricht. Hiertoe wordt zij wel gerekend zodra zij voor 12 uur of meer per week betaalde arbeid verricht. Ook haar arbeidsinbreng als maat van een maatschap, bijvoorbeeld een boerenbedrijf, is erkend. Dit geldt voor alle meewerkende vrouwen in zelfstandige beroepen. De in deeltijd werkende huisvrouw combineert het betaalde met het onbetaalde werk. Haar betaalde werk wordt meegenomen in het bruto nationaal product. Haar onbetaalde arbeid wordt hierin niet meegenomen.